# Richmond (Rhode Island)
Richmond è una città degli Stati Uniti d'America, nella Contea di Washington, nello Stato del Rhode Island.
La popolazione era di 7.222 abitanti nel censimento del 2000.